# 한국라크로스협회
한국라크로스협회(韓國라크로스協會, Korea Lacrosse Association, KLA)는 대한민국의 라크로스, 인도어라크로스 종목 행정을 총괄하는 스포츠 행정 기구이다.

## 참고 문헌
- “한국라크로스협회 연혁”. 한국라크로스협회. 2022년 8월 13일에 원본 문서에서 보존된 문서. 2022년 7월 20일에 확인함.

## 같이 보기
- 대한민국의 라크로스 리그 시스템
- 대한민국의 인도어라크로스 리그 시스템